# Dishley (Friedland)
Dishley ist ein Ortsteil der Stadt Friedland im Landkreis Mecklenburgische Seenplatte in Mecklenburg-Vorpommern.

## Geografie und Verkehrsanbindung
Dishley liegt nordwestlich des Kernortes Friedland an der Landesstraße L 273 und an der Kreisstraße K 119. Nordwestlich, nördlich, östlich und südöstlich erstreckt sich das 4.100 ha große Landschaftsschutzgebiet Landgrabental. Nachbarorte sind im Nordwesten Schwanbeck, im Norden Ramelow, im Südosten Bresewitz (alles Ortsteile von Friedland) und im Südwesten Beseritz, eine der kleinsten Gemeinden im Landkreis.

## Geschichte
Ursprünglich hieß der Ort Treppersdorf. Den Namen Dishley erhielt der Ort Ende des 18. Jahrhunderts auf Anregung des Regierungsrates Johann August Schlettwein als Erinnerung an seinen Aufenthalt in England sowie an Dishley Grange, ein Gehöft in Dishley/Leicestershire, wo der Landwirt Robert Bakewell (1725–1795) als erster selektive Zucht in Viehbeständen durchführte. Seine Erkenntnisse verbesserten die Ergebnisse bei Schafen, Rindern und Pferden.
Schlettweins Frau hat 1783 mit ihrer Schwester die Güter Beseritz und Dahlen für 86.000 Taler erworben. 1793 trat Schlettweins Schwägerin ihren Anteil an das Paar Schlettwein ab, die den Hof ausbauten und das eingeschossige Gutshaus mit Krüppelwalmdach Ende des 18. Jahrhunderts errichteten. Nach deren Tod erbte die Tochter, von der 1806 die bisherige Pächterin von Pleetz, die Witwe Hellwig, das Gut Dahlen mit Dishley kaufte. 1817 kam der Besitz zu Baron von Langermann und Erlenkamp und später an verschiedene Besitzer weiter. Am 1. April 1937 wurde Dishley nach Ramelow eingemeindet.
Wie viele andere Güter nach 1945 wurde auch Dishley im Rahmen der Bodenreform aufgeteilt. Am 1. Juli 1950 wurde Dishley aus Ramelow in die Gemeinde Schwanbeck umgegliedert. Das Gutshaus diente  zur Unterbringung vieler heimatlos gewordener Flüchtlinge, später bis 1993 zu Wohnzwecken. Von Mitte der 50er Jahre bis 1992 gab es im Gutshaus ein Lebensmittelgeschäft sowie eine Poststelle von 1956 bis 1982. Der damalige Salon wurde als Kulturraum für den Ort genutzt. 1997 hat es die Gemeinde Schwanbeck verkauft. 2004 wurde die Gemeinde Schwanbeck aufgelöst und ihre Ortsteile nach Friedland eingemeindet.

## Sehenswürdigkeiten

### Baudenkmale
In der Liste der Baudenkmale in Friedland (Mecklenburg) sind für Dishley Baudenkmale aufgeführt, nämlich
- das Gutshaus mit Park und Stall

## Einzelbelege
1. ↑  Dishley. Geschichtliches Ortsverzeichnis, abgerufen am 2. Juni 2020.
2. ↑  Guts- & Herrenhäuser / Gutshäuser - D / Dishley, Friedland. Abgerufen am 12. Mai 2020.